# Brilduiker
De brilduiker (Bucephala clangula) is een vogel uit de familie van de eendachtigen (Anatidae). De wetenschappelijke naam van de soort werd in 1758 als Anas clangula gepubliceerd door Carl Linnaeus. De naam 'clangula' nam hij over van Conrad Gesner, die hem als geslachtsnaam voor dezelfde soort gebruikte.

## Veldkenmerken
Er is een groot verschil tussen het verenkleed van het mannetje en dat van het vrouwtje. Het vrouwtje is een nogal onopvallende, compacte eend met een roodbruine kop, opvallend gele ogen, grijzige flanken en een witte halsring. Het mannetje is in de winter en het voorjaar opvallend zwart en wit. De kop is glanzend blauwzwart met een ovale, bijna ronde vlek bij de snavel. De vleugels maken tijdens de vlucht een "fluitend" geluid.

## Voorkomen
De brilduiker komt voor in een brede zone op het Noordelijk halfrond zowel in Noord-Amerika, Europa als Azië. Hij broedt bij heldere meren of traagstromende rivieren in uitgestrekte bossen. Hij nestelt daar in holle bomen, vaak in het nest van een zwarte specht. In Scandinavië worden vaak nestkasten voor deze eend opgehangen aan de rand van meren.

In Nederland is de brilduiker een uiterst schaarse broedvogel. Tussen Zwolle en Deventer worden langs de IJssel zo nu en dan broedende brilduikers aangetroffen in de holtes van knotbomen. Het gaat dan om hoogstens 14 paar (in de periode 1992-1996). Heel anders is de situatie buiten de broedtijd. De brilduiker kan dus het hele jaar door in Nederland waargenomen worden, maar het accent ligt op de wintermaanden, vooral de maanden december tot maart. Grote aantallen (duizenden) bevinden zich dan in het deltagebied, op het IJsselmeer en in de grote rivieren, maar ook op kleinere wateren, dus zowel in zoet als in zout water.

Er worden 2 ondersoorten onderscheiden:
- B. c. clangula: noordelijk Eurazië
- B. c. americana: noordelijk Noord-Amerika

## Status
Omdat de vogel als broedvogel zo zeldzaam is staat hij als gevoelig op de Nederlandse rode lijst, maar niet op de Vlaamse rode lijst. Omdat de brilduiker echter geen internationaal bedreigde soort is, staat hij als niet bedreigd op de rode lijst van de International Union for Conservation of Nature and Natural Resources (Internationale unie voor de bescherming van de natuur en natuurlijke hulpbronnen, IUCN). Hij valt wel onder de Afrikaans-Euraziatische overeenkomst inzake watervogels (AEWA).

## Video
- Brilduikers op het water